# Australia ai Giochi della XXI Olimpiade
L'Australia partecipò ai Giochi della XXI Olimpiade che si sono svolti a Montréal dal 17 luglio al 1º agosto 1976, con una delegazione di 180 atleti impegnati in 20 discipline per un totale di 115 competizioni.  Il portabandiera alla cerimonia di apertura fu Raelene Boyle, alla sua terza Olimpiade, già vincitore tre medaglie d'argento nella velocità durante le due precedenti edizioni.
La squadra ottenne in tutto una medaglia d'argento e quattro di bronzo. Per la prima volta dopo Berlino 1936 l'Australia non riuscì a conquistare nessuna medaglia d'oro ai Giochi estivi.

## Medaglie
| Medaglia | Nome | Sport           | Evento                      |
| -------- | --- | --------------- | --------------------------- |
| Argento  | David Bell Jim Irvine Greg Browning Malcolm Poole Rick Charlesworth Robert Proctor Ian Cooke Graeme Reid Barry Dancer Ronald Riley Douglas Golder Trevor Smith Robert Haigh Terry Walsh Wayne Hammond | Hockey su prato | Torneo maschile             |
| Bronzo   | Mervyn Bennet Denis Pigott Bill Roycroft Wayne Roycroft | Equitazione     | Concorso completo a squadre |
| Bronzo   | Stephen Holland | Nuoto           | 1500 stile libero           |
| Bronzo   | John Bertrand | Vela            | Classe Finn                 |
| Bronzo   | Ian Brown Ian Ruff | Vela            | Classe 470                  |

## Risultati

### Pallacanestro
- Uomini

| Atleta | Classifica |
| --- | ---------- |
| V · D · M Nazionale australiana - Pallacanestro ai Giochi della XXI Olimpiade - Torneo maschile 4 Campbell · 5 Watson · 6 Cadee · 7 Barnett · 8 Palubinskas · 9 Blicavs · 10 Tucker · 11 Crosswhite · 12 Simon · 13 Walsh · 14 Maddock · 15 Tomlinson · All. Lindsay Gaze | 8°         |
| Nazionale australiana - Pallacanestro ai Giochi della XXI Olimpiade - Torneo maschile |            |
| 4 Campbell · 5 Watson · 6 Cadee · 7 Barnett · 8 Palubinskas · 9 Blicavs · 10 Tucker · 11 Crosswhite · 12 Simon · 13 Walsh · 14 Maddock · 15 Tomlinson · All. Lindsay Gaze                                                                                                 |            |

### Pallanuoto
| Atleta | Classifica |                      |
| --- | --- | -------------------- |
| V · D · M Nazionale maschile australiana di pallanuoto · Giochi olimpici - Montréal 1976 Williams • Neesham • Mills • Montgomery • Brooks • Kerr • Langdon • Turner • D. Woods • Goff • R. Woods · CT : Tom Hoad | 11° |                      |
| Nazionale maschile australiana di pallanuoto · Giochi olimpici - Montréal 1976 | |                      |
| Williams • Neesham • Mills • Montgomery • Brooks • Kerr • Langdon • Turner • D. Woods • Goff • R. Woods · CT: Tom Hoad                                                                                           | Williams • Neesham • Mills • Montgomery • Brooks • Kerr • Langdon • Turner • D. Woods • Goff • R. Woods · CT: Tom Hoad | Australia (bandiera) |